# グレイ準男爵
グレイ準男爵（英語: Grey baronets）は、イギリスの準男爵位。1619年創設の（チリナムの）準男爵位、1746年創設の（ホーウィックの）準男爵位、1814年創設の（ファラドンの）準男爵位の3つがある。（チリナムの）準男爵位はウィリアム・グレイが1619年に叙されたイングランド準男爵位であり、1624年にイングランド貴族爵位ウェークのグレイ男爵に叙されて以降その従属称号となって4代続いたが、1706年に廃絶した。（ホーウィックの）準男爵位はヘンリー・グレイが1746年に叙されたグレートブリテン準男爵位であり、1808年以降グレイ伯爵位と継承者が同じになり、その従属称号として現在まで続いている。（ファラドンの）準男爵位はグレイ伯爵家の連枝であるジョージ・グレイが1814年に叙された連合王国準男爵位であり、外相を務めた3代準男爵エドワード・グレイが1916年にファラドンのグレイ子爵に叙されたことでその従属称号となったが、同子爵位は彼一代で絶え、彼の死後は唯一の称号として一族に世襲されている。

## 歴史

### （チリナムの）準男爵の歴史
ノーサンバーランド州チリナムとウェーク(Werke)の土地を父から相続したウィリアム・グレイ(-1674)は、1619年6月15日にイングランド準男爵位の（チリナムの）準男爵（Baronet"of Chillingham"）に叙せられた。彼はその後ノーサンバーランド選挙区選出の庶民院議員を務め、1624年2月11日にイングランド貴族爵位ノーサンバーランド州におけるウェークのグレイ男爵(Baron Grey of Warke, of Warke in the County of Northumberland)に叙せられた。
その孫であるウェークの第3代グレイ男爵フォード・グレイ(1655-1701)は、1695年6月11日にイングランド貴族爵位グレンデール子爵(Viscount Glendale)とタンカーヴィル伯爵(Earl of Tankerville)に叙されたが、男子がなかったためこれらの爵位は彼一代で廃絶した。
ウェークのグレイ男爵位および（チリナムのグレイ）準男爵位はその弟ラルフ・グレイ(1661頃-1706)に継承されたが、彼にも子供がなかったため、彼の死去をもって廃絶している。

### （ホーウィックの）準男爵の歴史
ウェークの初代グレイ男爵ウィリアム・グレイのおじにあたるエドワード・グレイ(-1632)の子孫であるホーウィックの地主ヘンリー・グレイ(1691-1749)は、1738年にノーサンバーランド州ハイ・シェリフを務め、1746年1月11日にはグレートブリテン準男爵位の（ノーサンバーランド州におけるホーウィックの）準男爵(Baronet "of Howick in the County of Northumberland")に叙せられた。
彼の死後、2代準男爵位を継承した息子のサー・ヘンリー・グレイ(1722-1808)は1754年から1768年までノーサンバーランド選出の庶民院議員となった。
1808年に2代準男爵が死去すると、その甥にあたる第2代グレイ伯爵チャールズ・グレイ(1764-1845)が3代準男爵位を継承した。彼はこの前年に父である初代グレイ伯爵チャールズ・グレイ(1729-1807)（2代準男爵の弟）からグレイ伯爵位を継承していたため、これ以降準男爵位はグレイ伯爵位の従属称号となる。以降はグレイ伯爵の項目を参照のこと。

### （ファラドンの）準男爵の歴史

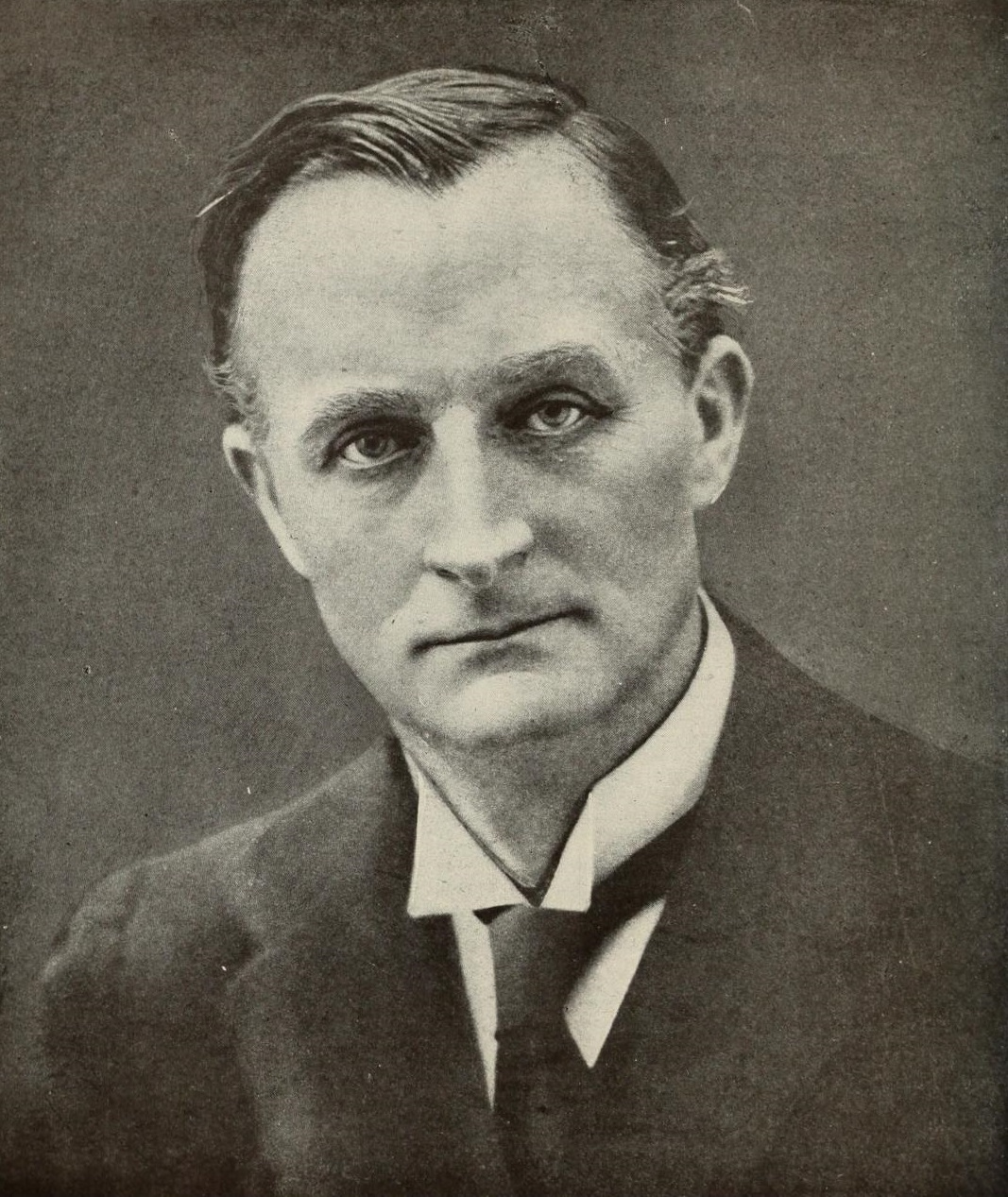
ファラドンの初代グレイ子爵(第3代準男爵)エドワード・グレイ

初代グレイ伯爵チャールズ・グレイの三男ジョージ・グレイ(1767–1828)は、アメリカ独立戦争、フランス革命戦争、ナポレオン戦争に従軍した海軍軍人であり、1814年7月29日に（ファラドンの）準男爵（Baronet "of Fallodon"）に叙せられた。
息子の2代準男爵ジョージ・グレイ(1799–1882)は、ホイッグ党の政治家であり、ホイッグ党政権もしくはホイッグ党参加政権で内務大臣(在職1846-1852, 1855-1858, 1861-1866)や植民地大臣(1854-1855)を務めた。
2代準男爵の死後、孫のエドワード・グレイ(1862–1933)が3代準男爵位を継承した。彼も自由党の政治家であり、自由党政権下の1905年から1916年にかけて外務大臣を務め、三国協商と対独強硬外交を推進して第一次世界大戦を招いた。11年間の外相在任は歴代外相の中でも最長である。外相在任中の1916年7月27日に連合王国貴族ノーサンバーランド州におけるファラドンのファラドンのグレイ子爵（Viscount Grey of Fallodon, of Fallodon in the County of Northumberland）に叙せられたが、子供がなかったためこの爵位は彼の死去とともに廃絶した。
一方準男爵位は、はとこ（初代準男爵からの分流）であるチャールズ・ジョージ・グレイ(1880–1957)が継承した。その後その弟サー・ヘンリー・マーティン・グレイ(1882–1960)が5代準男爵、その従兄弟ロビン・エドワード・ディザート・グレイ(1886–1974)が6代準男爵、その孫アーサー・ディザート・グレイ(1949-)が7代準男爵を継承した。彼が2019年現在の当主である。

## 歴代当主

### (チリナムの)準男爵 (1619年)
- ワークのグレイ男爵（英語版）参照

### (ホーウィックの)準男爵 (1746年)
- グレイ伯爵参照

### (ファラドンの)準男爵 (1814年)
- 初代準男爵サー・ジョージ・グレイ（英語版） (1767–1828) - 初代グレイ伯チャールズ・グレイの三男
- 2代準男爵サー・ジョージ・グレイ (1799–1882) - 先代の子
- 3代準男爵サー・エドワード・グレイ (1862–1933) - 先代の孫
  - 1916年にファラドンのグレイ子爵に叙される

### ファラドンのグレイ子爵 (1916年)
- ファラドンの初代グレイ子爵/3代準男爵エドワード・グレイ (1862–1933)
  - ファラドンのグレイ子爵廃絶

### (ファラドンの)準男爵 (1814年)
- 4代準男爵サー・チャールズ・ジョージ・グレイ (1880–1957) - 先代のはとこ
- 5代準男爵サー・ヘンリー・マーティン・グレイ (1882–1960) - 先代の弟
- 6代準男爵ロビン・エドワード・ディザート・グレイ (1886–1974) - 先代の従兄弟
- 7代準男爵アーサー・ディザート・グレイ (1949-) - 先代の孫
  - 法定推定相続人は現準男爵の息子トマス・ジャスパー・グレイ (1998-)

## 家系図
|                                                                                    |                                                                                    |                                                                                    |                                                                                    |                                                                                    |                                                                                    |                            |  | 1746年(ホーウィックの)準男爵                                          |                                                                       |                                                                       |                                                                       |                                                                       |                                                                       |  |  |                                           |                                           |                                           |                                           |                                           |                                           |  |  |                                             |                                        |                                        |                                        |                                        |                                        |  |  |  |  |  |  |  |  |  |  |  |  |  |  |  |  |
|                                                                                    |                                                                                    |                                                                                    |                                                                                    |                                                                                    |                                                                                    |                            |  | 初代準男爵 ヘンリー・グレイ （1691-1749）                             |                                                                       |                                                                       |                                                                       |                                                                       |                                                                       |  |  |                                           |                                           |                                           |                                           |                                           |                                           |  |  |                                             |                                        |                                        |                                        |                                        |                                        |  |  |  |  |  |  |  |  |  |  |  |  |  |  |  |  |
|                                                                                    |                                                                                    |                                                                                    |                                                                                    |                                                                                    |                                                                                    |                            |  |                                                                       |                                                                       |                                                                       |                                                                       |                                                                       |                                                                       |  |  |                                           |                                           |                                           |                                           |                                           |                                           |  |  |                                             |                                        |                                        |                                        |                                        |                                        |  |  |  |  |  |  |  |  |  |  |  |  |  |  |  |  |
|                                                                                    |                                                                                    |                                                                                    |                                                                                    |                                                                                    |                                                                                    |                            |  |                                                                       |                                                                       |                                                                       |                                                                       |                                                                       |                                                                       |  |  |                                           |                                           |                                           |                                           |                                           |                                           |  |  |                                             |                                        |                                        |                                        |                                        |                                        |  |  |  |  |  |  |  |  |  |  |  |  |  |  |  |  |
|                                                                                    |                                                                                    |                                                                                    |                                                                                    |                                                                                    |                                                                                    |                            |  | 1806年グレイ伯爵                                                      |                                                                       |                                                                       |                                                                       |                                                                       |                                                                       |  |  |                                           |                                           |                                           |                                           |                                           |                                           |  |  |                                             |                                        |                                        |                                        |                                        |                                        |  |  |  |  |  |  |  |  |  |  |  |  |  |  |  |  |
| 2代準男爵 ヘンリー・グレイ （1722-1808）                                           | 2代準男爵 ヘンリー・グレイ （1722-1808）                                           | 2代準男爵 ヘンリー・グレイ （1722-1808）                                           | 2代準男爵 ヘンリー・グレイ （1722-1808）                                           | 2代準男爵 ヘンリー・グレイ （1722-1808）                                           | 2代準男爵 ヘンリー・グレイ （1722-1808）                                           |                            |  | 初代グレイ伯 チャールズ・グレイ （1729-1807）                         | 初代グレイ伯 チャールズ・グレイ （1729-1807）                         | 初代グレイ伯 チャールズ・グレイ （1729-1807）                         | 初代グレイ伯 チャールズ・グレイ （1729-1807）                         | 初代グレイ伯 チャールズ・グレイ （1729-1807）                         | 初代グレイ伯 チャールズ・グレイ （1729-1807）                         |  |  |                                           |                                           |                                           |                                           |                                           |                                           |  |  |                                             |                                        |                                        |                                        |                                        |                                        |  |  |  |  |  |  |  |  |  |  |  |  |  |  |  |  |
| 2代準男爵 ヘンリー・グレイ （1722-1808）                                           | 2代準男爵 ヘンリー・グレイ （1722-1808）                                           | 2代準男爵 ヘンリー・グレイ （1722-1808）                                           | 2代準男爵 ヘンリー・グレイ （1722-1808）                                           | 2代準男爵 ヘンリー・グレイ （1722-1808）                                           | 2代準男爵 ヘンリー・グレイ （1722-1808）                                           |                            |  | 初代グレイ伯 チャールズ・グレイ （1729-1807）                         | 初代グレイ伯 チャールズ・グレイ （1729-1807）                         | 初代グレイ伯 チャールズ・グレイ （1729-1807）                         | 初代グレイ伯 チャールズ・グレイ （1729-1807）                         | 初代グレイ伯 チャールズ・グレイ （1729-1807）                         | 初代グレイ伯 チャールズ・グレイ （1729-1807）                         |  |  |                                           |                                           |                                           |                                           |                                           |                                           |  |  |                                             |                                        |                                        |                                        |                                        |                                        |  |  |  |  |  |  |  |  |  |  |  |  |  |  |  |  |
|                                                                                    |                                                                                    |                                                                                    |                                                                                    |                                                                                    |                                                                                    |                            |  |                                                                       |                                                                       |                                                                       |                                                                       |                                                                       |                                                                       |  |  |                                           |                                           |                                           |                                           |                                           |                                           |  |  |                                             |                                        |                                        |                                        |                                        |                                        |  |  |  |  |  |  |  |  |  |  |  |  |  |  |  |  |
|                                                                                    |                                                                                    |                                                                                    |                                                                                    |                                                                                    |                                                                                    |                            |  |                                                                       |                                                                       |                                                                       |                                                                       |                                                                       |                                                                       |  |  | 1814年(ファラドンの)準男爵                |                                           |                                           |                                           |                                           |                                           |  |  |                                             |                                        |                                        |                                        |                                        |                                        |  |  |  |  |  |  |  |  |  |  |  |  |  |  |  |  |
|                                                                                    |                                                                                    |                                                                                    |                                                                                    |                                                                                    |                                                                                    |                            |  | 2代グレイ伯爵 3代準男爵 チャールズ・グレイ （1764-1845） （英国首相） | 2代グレイ伯爵 3代準男爵 チャールズ・グレイ （1764-1845） （英国首相） | 2代グレイ伯爵 3代準男爵 チャールズ・グレイ （1764-1845） （英国首相） | 2代グレイ伯爵 3代準男爵 チャールズ・グレイ （1764-1845） （英国首相） | 2代グレイ伯爵 3代準男爵 チャールズ・グレイ （1764-1845） （英国首相） | 2代グレイ伯爵 3代準男爵 チャールズ・グレイ （1764-1845） （英国首相） |  |  | 初代準男爵 ジョージ・グレイ （1767-1828） | 初代準男爵 ジョージ・グレイ （1767-1828） | 初代準男爵 ジョージ・グレイ （1767-1828） | 初代準男爵 ジョージ・グレイ （1767-1828） | 初代準男爵 ジョージ・グレイ （1767-1828） | 初代準男爵 ジョージ・グレイ （1767-1828） |  |  |                                             |                                        |                                        |                                        |                                        |                                        |  |  |  |  |  |  |  |  |  |  |  |  |  |  |  |  |
|                                                                                    |                                                                                    |                                                                                    |                                                                                    |                                                                                    |                                                                                    |                            |  | 2代グレイ伯爵 3代準男爵 チャールズ・グレイ （1764-1845） （英国首相） | 2代グレイ伯爵 3代準男爵 チャールズ・グレイ （1764-1845） （英国首相） | 2代グレイ伯爵 3代準男爵 チャールズ・グレイ （1764-1845） （英国首相） | 2代グレイ伯爵 3代準男爵 チャールズ・グレイ （1764-1845） （英国首相） | 2代グレイ伯爵 3代準男爵 チャールズ・グレイ （1764-1845） （英国首相） | 2代グレイ伯爵 3代準男爵 チャールズ・グレイ （1764-1845） （英国首相） |  |  | 初代準男爵 ジョージ・グレイ （1767-1828） | 初代準男爵 ジョージ・グレイ （1767-1828） | 初代準男爵 ジョージ・グレイ （1767-1828） | 初代準男爵 ジョージ・グレイ （1767-1828） | 初代準男爵 ジョージ・グレイ （1767-1828） | 初代準男爵 ジョージ・グレイ （1767-1828） |  |  |                                             |                                        |                                        |                                        |                                        |                                        |  |  |  |  |  |  |  |  |  |  |  |  |  |  |  |  |
|                                                                                    |                                                                                    |                                                                                    |                                                                                    |                                                                                    |                                                                                    |                            |  | グレイ伯爵家へ                                                        |                                                                       |                                                                       |                                                                       |                                                                       |                                                                       |  |  |                                           |                                           |                                           |                                           |                                           |                                           |  |  |                                             |                                        |                                        |                                        |                                        |                                        |  |  |  |  |  |  |  |  |  |  |  |  |  |  |  |  |
|                                                                                    |                                                                                    |                                                                                    |                                                                                    |                                                                                    |                                                                                    |                            |  |                                                                       |                                                                       |                                                                       |                                                                       |                                                                       |                                                                       |  |  |                                           |                                           |                                           |                                           |                                           |                                           |  |  |                                             |                                        |                                        |                                        |                                        |                                        |  |  |  |  |  |  |  |  |  |  |  |  |  |  |  |  |
|                                                                                    |                                                                                    |                                                                                    |                                                                                    |                                                                                    |                                                                                    |                            |  |                                                                       |                                                                       |                                                                       |                                                                       |                                                                       |                                                                       |  |  |                                           |                                           |                                           |                                           |                                           |                                           |  |  |                                             |                                        |                                        |                                        |                                        |                                        |  |  |  |  |  |  |  |  |  |  |  |  |  |  |  |  |
|                                                                                    |                                                                                    |                                                                                    |                                                                                    |                                                                                    |                                                                                    |                            |  |                                                                       |                                                                       |                                                                       |                                                                       |                                                                       |                                                                       |  |  |                                           |                                           |                                           |                                           |                                           |                                           |  |  |                                             |                                        |                                        |                                        |                                        |                                        |  |  |  |  |  |  |  |  |  |  |  |  |  |  |  |  |
| 2代準男爵 ジョージ・グレイ （1799–1882）                                           | 2代準男爵 ジョージ・グレイ （1799–1882）                                           | 2代準男爵 ジョージ・グレイ （1799–1882）                                           | 2代準男爵 ジョージ・グレイ （1799–1882）                                           | 2代準男爵 ジョージ・グレイ （1799–1882）                                           | 2代準男爵 ジョージ・グレイ （1799–1882）                                           |                            |  |                                                                       |                                                                       |                                                                       |                                                                       |                                                                       |                                                                       |  |  | チャールズ・グレイ （1811-1860）          | チャールズ・グレイ （1811-1860）          | チャールズ・グレイ （1811-1860）          | チャールズ・グレイ （1811-1860）          | チャールズ・グレイ （1811-1860）          | チャールズ・グレイ （1811-1860）          |  |  |                                             |                                        |                                        |                                        |                                        |                                        |  |  |  |  |  |  |  |  |  |  |  |  |  |  |  |  |
| 2代準男爵 ジョージ・グレイ （1799–1882）                                           | 2代準男爵 ジョージ・グレイ （1799–1882）                                           | 2代準男爵 ジョージ・グレイ （1799–1882）                                           | 2代準男爵 ジョージ・グレイ （1799–1882）                                           | 2代準男爵 ジョージ・グレイ （1799–1882）                                           | 2代準男爵 ジョージ・グレイ （1799–1882）                                           |                            |  |                                                                       |                                                                       |                                                                       |                                                                       |                                                                       |                                                                       |  |  | チャールズ・グレイ （1811-1860）          | チャールズ・グレイ （1811-1860）          | チャールズ・グレイ （1811-1860）          | チャールズ・グレイ （1811-1860）          | チャールズ・グレイ （1811-1860）          | チャールズ・グレイ （1811-1860）          |  |  |                                             |                                        |                                        |                                        |                                        |                                        |  |  |  |  |  |  |  |  |  |  |  |  |  |  |  |  |
|                                                                                    |                                                                                    |                                                                                    |                                                                                    |                                                                                    |                                                                                    |                            |  |                                                                       |                                                                       |                                                                       |                                                                       |                                                                       |                                                                       |  |  |                                           |                                           |                                           |                                           |                                           |                                           |  |  |                                             |                                        |                                        |                                        |                                        |                                        |  |  |  |  |  |  |  |  |  |  |  |  |  |  |  |  |
| ジョージ・グレイ （1835-1874）                                                     | ジョージ・グレイ （1835-1874）                                                     | ジョージ・グレイ （1835-1874）                                                     | ジョージ・グレイ （1835-1874）                                                     | ジョージ・グレイ （1835-1874）                                                     | ジョージ・グレイ （1835-1874）                                                     |                            |  |                                                                       |                                                                       |                                                                       |                                                                       |                                                                       |                                                                       |  |  | ヘンリー・グレイ （1852-1931）            | ヘンリー・グレイ （1852-1931）            | ヘンリー・グレイ （1852-1931）            | ヘンリー・グレイ （1852-1931）            | ヘンリー・グレイ （1852-1931）            | ヘンリー・グレイ （1852-1931）            |  |  | エドワード・グレイ （1858-1935）            | エドワード・グレイ （1858-1935）       | エドワード・グレイ （1858-1935）       | エドワード・グレイ （1858-1935）       | エドワード・グレイ （1858-1935）       | エドワード・グレイ （1858-1935）       |  |  |  |  |  |  |  |  |  |  |  |  |  |  |  |  |
| ジョージ・グレイ （1835-1874）                                                     | ジョージ・グレイ （1835-1874）                                                     | ジョージ・グレイ （1835-1874）                                                     | ジョージ・グレイ （1835-1874）                                                     | ジョージ・グレイ （1835-1874）                                                     | ジョージ・グレイ （1835-1874）                                                     |                            |  |                                                                       |                                                                       |                                                                       |                                                                       |                                                                       |                                                                       |  |  | ヘンリー・グレイ （1852-1931）            | ヘンリー・グレイ （1852-1931）            | ヘンリー・グレイ （1852-1931）            | ヘンリー・グレイ （1852-1931）            | ヘンリー・グレイ （1852-1931）            | ヘンリー・グレイ （1852-1931）            |  |  | エドワード・グレイ （1858-1935）            | エドワード・グレイ （1858-1935）       | エドワード・グレイ （1858-1935）       | エドワード・グレイ （1858-1935）       | エドワード・グレイ （1858-1935）       | エドワード・グレイ （1858-1935）       |  |  |  |  |  |  |  |  |  |  |  |  |  |  |  |  |
|                                                                                    |                                                                                    |                                                                                    |                                                                                    |                                                                                    |                                                                                    |                            |  |                                                                       |                                                                       |                                                                       |                                                                       |                                                                       |                                                                       |  |  |                                           |                                           |                                           |                                           |                                           |                                           |  |  |                                             |                                        |                                        |                                        |                                        |                                        |  |  |  |  |  |  |  |  |  |  |  |  |  |  |  |  |
| 1916年ファラドンのグレイ子爵                                                       |                                                                                    |                                                                                    |                                                                                    |                                                                                    |                                                                                    |                            |  |                                                                       |                                                                       |                                                                       |                                                                       |                                                                       |                                                                       |  |  |                                           |                                           |                                           |                                           |                                           |                                           |  |  |                                             |                                        |                                        |                                        |                                        |                                        |  |  |  |  |  |  |  |  |  |  |  |  |  |  |  |  |
| ファラドンの初代グレイ子爵 3代準男爵 エドワード・グレイ （1862-1933） （英国外相） | ファラドンの初代グレイ子爵 3代準男爵 エドワード・グレイ （1862-1933） （英国外相） | ファラドンの初代グレイ子爵 3代準男爵 エドワード・グレイ （1862-1933） （英国外相） | ファラドンの初代グレイ子爵 3代準男爵 エドワード・グレイ （1862-1933） （英国外相） | ファラドンの初代グレイ子爵 3代準男爵 エドワード・グレイ （1862-1933） （英国外相） | ファラドンの初代グレイ子爵 3代準男爵 エドワード・グレイ （1862-1933） （英国外相） |                            |  | 4代準男爵 チャールズ・グレイ （1880-1957）                            | 4代準男爵 チャールズ・グレイ （1880-1957）                            | 4代準男爵 チャールズ・グレイ （1880-1957）                            | 4代準男爵 チャールズ・グレイ （1880-1957）                            | 4代準男爵 チャールズ・グレイ （1880-1957）                            | 4代準男爵 チャールズ・グレイ （1880-1957）                            |  |  | 5代準男爵 ヘンリー・グレイ （1882–1960）  | 5代準男爵 ヘンリー・グレイ （1882–1960）  | 5代準男爵 ヘンリー・グレイ （1882–1960）  | 5代準男爵 ヘンリー・グレイ （1882–1960）  | 5代準男爵 ヘンリー・グレイ （1882–1960）  | 5代準男爵 ヘンリー・グレイ （1882–1960）  |  |  | 6代準男爵 ロビン・グレイ （1886–1974）      | 6代準男爵 ロビン・グレイ （1886–1974） | 6代準男爵 ロビン・グレイ （1886–1974） | 6代準男爵 ロビン・グレイ （1886–1974） | 6代準男爵 ロビン・グレイ （1886–1974） | 6代準男爵 ロビン・グレイ （1886–1974） |  |  |  |  |  |  |  |  |  |  |  |  |  |  |  |  |
| ファラドンの初代グレイ子爵 3代準男爵 エドワード・グレイ （1862-1933） （英国外相） | ファラドンの初代グレイ子爵 3代準男爵 エドワード・グレイ （1862-1933） （英国外相） | ファラドンの初代グレイ子爵 3代準男爵 エドワード・グレイ （1862-1933） （英国外相） | ファラドンの初代グレイ子爵 3代準男爵 エドワード・グレイ （1862-1933） （英国外相） | ファラドンの初代グレイ子爵 3代準男爵 エドワード・グレイ （1862-1933） （英国外相） | ファラドンの初代グレイ子爵 3代準男爵 エドワード・グレイ （1862-1933） （英国外相） | ファラドンのグレイ子爵廃絶 |  | 4代準男爵 チャールズ・グレイ （1880-1957）                            | 4代準男爵 チャールズ・グレイ （1880-1957）                            | 4代準男爵 チャールズ・グレイ （1880-1957）                            | 4代準男爵 チャールズ・グレイ （1880-1957）                            | 4代準男爵 チャールズ・グレイ （1880-1957）                            | 4代準男爵 チャールズ・グレイ （1880-1957）                            |  |  | 5代準男爵 ヘンリー・グレイ （1882–1960）  | 5代準男爵 ヘンリー・グレイ （1882–1960）  | 5代準男爵 ヘンリー・グレイ （1882–1960）  | 5代準男爵 ヘンリー・グレイ （1882–1960）  | 5代準男爵 ヘンリー・グレイ （1882–1960）  | 5代準男爵 ヘンリー・グレイ （1882–1960）  |  |  | 6代準男爵 ロビン・グレイ （1886–1974）      | 6代準男爵 ロビン・グレイ （1886–1974） | 6代準男爵 ロビン・グレイ （1886–1974） | 6代準男爵 ロビン・グレイ （1886–1974） | 6代準男爵 ロビン・グレイ （1886–1974） | 6代準男爵 ロビン・グレイ （1886–1974） |  |  |  |  |  |  |  |  |  |  |  |  |  |  |  |  |
|                                                                                    |                                                                                    |                                                                                    |                                                                                    |                                                                                    |                                                                                    |                            |  |                                                                       |                                                                       |                                                                       |                                                                       |                                                                       |                                                                       |  |  |                                           |                                           |                                           |                                           |                                           |                                           |  |  | エドワード・グレイ （1920-1962）            |                                        |                                        |                                        |                                        |                                        |  |  |  |  |  |  |  |  |  |  |  |  |  |  |  |  |
|                                                                                    |                                                                                    |                                                                                    |                                                                                    |                                                                                    |                                                                                    |                            |  |                                                                       |                                                                       |                                                                       |                                                                       |                                                                       |                                                                       |  |  |                                           |                                           |                                           |                                           |                                           |                                           |  |  |                                             |                                        |                                        |                                        |                                        |                                        |  |  |  |  |  |  |  |  |  |  |  |  |  |  |  |  |
|                                                                                    |                                                                                    |                                                                                    |                                                                                    |                                                                                    |                                                                                    |                            |  |                                                                       |                                                                       |                                                                       |                                                                       |                                                                       |                                                                       |  |  |                                           |                                           |                                           |                                           |                                           |                                           |  |  | 7代準男爵 アーサー・グレイ （1949–）        |                                        |                                        |                                        |                                        |                                        |  |  |  |  |  |  |  |  |  |  |  |  |  |  |  |  |
|                                                                                    |                                                                                    |                                                                                    |                                                                                    |                                                                                    |                                                                                    |                            |  |                                                                       |                                                                       |                                                                       |                                                                       |                                                                       |                                                                       |  |  |                                           |                                           |                                           |                                           |                                           |                                           |  |  |                                             |                                        |                                        |                                        |                                        |                                        |  |  |  |  |  |  |  |  |  |  |  |  |  |  |  |  |
|                                                                                    |                                                                                    |                                                                                    |                                                                                    |                                                                                    |                                                                                    |                            |  |                                                                       |                                                                       |                                                                       |                                                                       |                                                                       |                                                                       |  |  |                                           |                                           |                                           |                                           |                                           |                                           |  |  | トマス・グレイ （1998-） （法定推定相続人） |                                        |                                        |                                        |                                        |                                        |  |  |  |  |  |  |  |  |  |  |  |  |  |  |  |  |